# Голова Президії Верховної Ради СРСР
Голова Президії Верховної Ради СРСР - вища державна посада в СРСР з 1936 по 1989. Голова Президії обирався на спільному засіданні палат Верховної Ради СРСР.

## Опис
Посада введена Конституцією СРСР 1936, вона стала наступницею посади Голови Президії ЦВК СРСР. Нерідко і на Заході, і в СРСР Голова Президії називався «главою Радянської держави» (а за кордоном часто і «Президентом»), хоча офіційно колегіальним главою держави вважалася уся Президія Верховної Ради, яка видавала Укази (підписуються Головою та секретарем Президії) за основними питань державного устрою СРСР, а також про заміщення державних посад, нагородженим орденами і медалями тощо. Голова президії вручав вищі державні нагороди, приймав вірчі грамоти тощо. Він також очолював комісію з помилувань.
Фактично ні Президія, ані його Голова не мали тієї влади, яка була у Генерального (Першого) секретаря ЦК КПРС і навіть Голови РНК (СМ) СРСР. Особливо сильно це виявлялося за Сталіна, коли ні Калініна, ні Шверника не можна було відносити до фігур, що скільки-небудь впливають на реальну політику. Суміщення посад Генсека і Голови Президії Верховної Ради спостерігалося в 1977-1985 і 1988-1989. Таким чином, вища державна і партійна посади були суміщені.
Посада Голови Президії Верховної Ради СРСР була скасована змінами та доповненнями Конституції СРСР від 1 грудня 1988: замість неї засновано посаду Голови Верховної Ради СРСР з аналогічними повноваженнями, а після створення посади Президента СРСР за Головою Верховної Ради СРСР залишилися ведення спільних засідань палат і деякі функції дубльовані з функціями Президента СРСР. Посада Голови Президії Верховної Ради була скасована в усіх державах - колишніх членах Союзу РСР і їх автономних державах. Натомість була утворена посада "Голова Верховної Ради СРСР".

## Голови
Голови Президії Верховної Ради СРСР:
- Калінін Михайло Іванович 17 січня 1938 - 19 березня 1946
- Шверник Микола Михайлович 19 березня 1946 - 15 березня 1953
- Ворошилов Климент Єфремович 15 березня 1953 - 7 травня 1960
- Брежнєв Леонід Ілліч 7 травня 1960 - 15 липня 1964
- Мікоян Анастас Іванович 15 липня 1964 - 9 грудня 1965
- Підгорний Микола Вікторович 9 грудня 1965 - 16 червня 1977
- Брежнєв Леонід Ілліч (другий раз) 16 червня 1977 - 10 листопада 1982
- Андропов Юрій Володимирович 16 червня 1983 - 9 лютого 1984
- Черненко Костянтин Устинович 11 квітня 1984 - 10 березня 1985
- Громико Андрій Андрійович 2 липня 1985 - 1 жовтня 1988
- Горбачов Михайло Сергійович 1 жовтня 1988 - 25 травня 1989